# Al-Muzahmiya
Al-Muzahmiya (en árabe: المزاحميه‎) es una localidad de Arabia Saudita, en la región de Riad.

## Demografía
Según estimación 2010 contaba con 28196 habitantes.